# پرچم دروغین
عملیات پرچم دروغین (به انگلیسی: False flag operations) به عملیات‌هایی گفته می‌شود که توسط نهادهای نظامی، شبه‌نظامی، اطلاعاتی یا سیاسی به‌گونه‌ای انجام می‌شود که این تصور به‌وجود آید که گروه‌ها یا کشورهای دیگری این عملیات‌ها را انجام داده‌اند. برای مثال استفاده نیروهای یک طرف درگیر در جنگ از پرچم و لباس نظامی طرف مقابل برای حمله و قتل‌عام ساکنان یک روستا و سپس متهم‌کردن آن طرف به انجام این کشتار نمونه‌ای از عملیات پرچم دروغین محسوب می‌شود. هدف از انجام عملیات پرچم دروغین مخفی نگه‌داشتن هویت مرتکبان اصلی یا بدنام کردن طرف مقابل و ایجاد بهانه‌ای برای حمله به اوست.

## نمونه‌هایی از عملیات پرچم دروغین

### عملیات گلایویتس
مقاله اصلی: عملیات گلایویتس.
در ۳۱ اوت ۱۹۳۹ تعدادی از نیروهای آلمانی که لباس نظامیان لهستانی را به تن داشتند به یک ایستگاه رادیویی در مرز آلمان و لهستان حمله کرده و آن را به اشغال خود درآوردند. آن‌ها سپس پیامی با محتوای ضد آلمانی را به مدت چند دقیقه از فرستنده رادیو پخش کردند. این صحنه‌سازی بهانه آلمان برای حمله به لهستان و شروع جنگ جهانی دوم بود. آلفرد نایوکس فرمانده آلمانی این عملیات، بعداً در دادگاه نورنبرگ به این صحنه‌سازی اعتراف کرد.

### ماجرای لاوون
مقاله اصلی: ماجرای لاوون
در تابستان سال ۱۹۵۴ اسرائیل طی عملیاتی مخفی به نام عملیات سوزاناه (Susannah Operation) تلاش نمود به وسیله عوامل خود بمبگذاریهایی را در مصر صورت داده و تقصیر آن را به گردن گروه‌های مصری بیندازد. هدف اسرائیل از این عملیات این بود که با ایجاد ناامنی در مصر، جوی به وجود آورد که انگلستان بتواند حضور نظامی خود را در منطقه کانال سوئز همچنان حفظ کند. پس از شکست این عملیات، وزیر دفاع اسرائیل، پینهاس لاوون، مجبور به استعفا گردید.

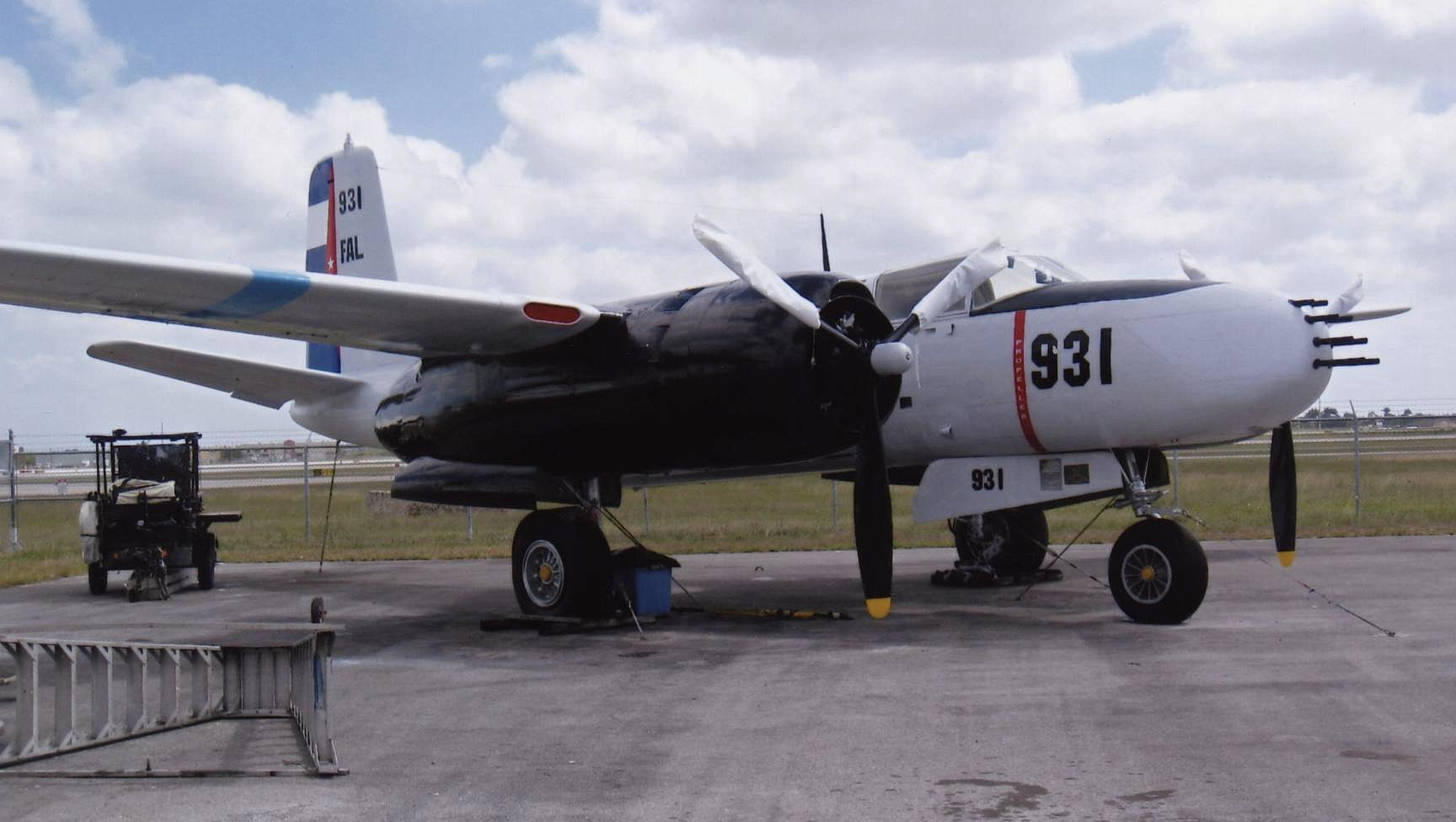
هواپیمای آمریکایی به دروغ نقاشی شده مانند هواپیمای کوبایی برای فریب نیروهای کوبایی در حمله آمریکا به کوبا

### یو اس اس لیبرتی
مقاله اصلی: حمله به یواس‌اس لیبرتی
کشتی تجسسی فنی نیروی دریایی ایالات متحده آمریکا توسط جنگنده‌های نیروی هوایی اسرائیل و قایق‌های موتوری اژدرافکن نیروی دریایی اسرائیل در تاریخ ۸ ژوئن ۱۹۶۷ همزمان با جنگ شش روزه اعراب و اسرائیل بود. حمله مشترک هوایی و دریایی ۳۴ خدمه کشتی را کشت، ۱۷۱ خدمه آن را مجروح کرد و باعث تخریب گسترده کشتی شد.
شنود مکالمات کشورهای خاورمیانه و شوروی از طریق سه زیردریایی آمریکایی و ارسال کشتی لیبرتی برای طعمه قرار دادن آن و هدف قرار گرفتن آن توسط اسراییل برنامه مشترک این دو کشور برای ورود آمریکا به جنگ با مصر و سرنگونی جمال عبدالناصر بود که عدم سرنگونی کامل کشتی و غرق نشدن آن این برنامه مشترک را به نابودی کشاند.

### کودتای ۲۸ مرداد
مقاله اصلی: کودتای ۲۸ مرداد.
یکی از حربه‌هایی که توسط سازمان سیا در ۱۹۵۳ به منظور تضعیف دولت مصدق به کار گرفته شد، حمله به مساجد و چهره‌های شاخص در پوشش نیروهای کمونیست نزدیک به دولت بود. اسناد به‌دست آمده نشان می‌دهد به‌طور خاص سیا قصد داشت تا با بمب‌گذاری در منزل یکی از اسلامگرایان سرشناس و انتساب آن به احزاب کمونیست نزدیک به دولت، بافت مذهبی جامعه را علیه مصدق تحریک کند.